# Trækstyrke
Trækstyrken eller brudstyrken er den maksimale udtrækning, et materiale kan tåle under kontrolleret afprøvning (såkaldt "enakset trækprøvning"). Trækstyrken hører sammen med sejheden og hårdheden til blandt blandt de egenskaber, som er kendetegnende for metaller. Derimod opgives der normalt ikke trækstyrke for skøre materialer som beton og glas, bl.a. fordi det er svært at skabe afprøvningsforhold, uden at der opstår brud.

## Trækstyrketabel
Typiske trækstyrker hos nogle materialer:
| Materiale                                      | Plastisk deformering (MPa) | Maksimal styrke (MPa) | Tæthed (g/cm³) |
| ---------------------------------------------- | -------------------------- | --------------------- | -------------- |
| Stål ASTM A36 steel                            | 250                        | 400                   | 7,8            |
| Steel, særlig legering ASTM A514               | 690                        | 760                   | 7,8            |
| Stålwire                                       |                            |                       | 7,8            |
| Ståltråd (klaverstreng)                        | c. 2000                    |                       | 7,8            |
| Polyetylen (i høj tæthed) (HDPE)               | 26-33                      | 37                    | 0,95           |
| Polypropylen                                   | 12-43                      | 19,7-80               | 0,91           |
| Rustfrit stål AISI 302 - koldvalset            | 520                        | 860                   |                |
| Støbejern 4.5% C, ASTM A-48                    | 276 (?)                    | 200                   |                |
| Titanlegering (6% Al, 4% V)                    | 830                        | 900                   | 4,51           |
| Aluminiumlegering 2014-T6                      | 400                        | 455                   | 2,7            |
| Kobber 99.9% Cu                                | 70                         | 220                   | 8,92           |
| Cupronikkel 10% Ni, 1.6% Fe, 1% Mn, balance Cu | 130                        | 350                   | 8,94           |
| Messing                                        | noget mere end 180         | 250                   |                |
| Wolfram                                        |                            | 1510                  | 19,25          |
| Glas (St Gobain "R")                           | 4400 (3600 in composite)   |                       | 2,53           |
| Marmor                                         |                            | 15                    |                |
| Beton                                          |                            | 3                     |                |
| Kulfiber                                       |                            | 5650                  | 1,75           |
| Edderkoppetråd                                 | 1150 (??)                  | 1200                  |                |
| Silkeormtråd                                   | 500                        |                       |                |
| Aramid (Kevlar eller Twaron)                   | 3620                       |                       | 1,44           |
| Polyetylen med ultra høj molekylvægt           | 3100                       |                       | 0,97           |
| Vectran                                        |                            | 2850-3340             |                |
| Fyrretræ (parallelt med åreforløbet)           |                            | 40                    |                |
| Knogle                                         |                            | 130                   |                |
| Nylon, type 6/6                                | 45                         | 75                    |                |
| Gummi                                          |                            | 15                    |                |
| Bor                                            |                            | 3100                  | 2,46           |
| Silicium, monocrystallinsk (m-Si)              |                            | 7000                  | 2,33           |
| Siliciumkarbid (SiC)                           |                            | 3440                  |                |
| Safir (Al2O3)                                  |                            | 1900                  | 3,9-4,1        |
| Kulstof (nanorør, se noten nedenfor)           |                            | 62000                 | 1,34           |

- Note: Mangevæggede kulstof nanorør har den højeste trækstyrke, der endnu er målt. I laboratorier finder man styrker på omkring 63 GPa, mens den teoretiske styrke ligger omkring 300 GPa. Men indtil 2004 har ingen makroskopisk genstand, som er opbygget af nanorør, haft en trækstyrke, der ligner disse tal det fjerneste, og de overgår heller ikke velkendte materialer som Kevlar væsentligt.

(Kilde: A.M. Howatson, P.G. Lund and J.D. Todd, Engineering Tables and Data, 1972, ISBN 0-412-11550-6 s. 41)